# Amartya Sen

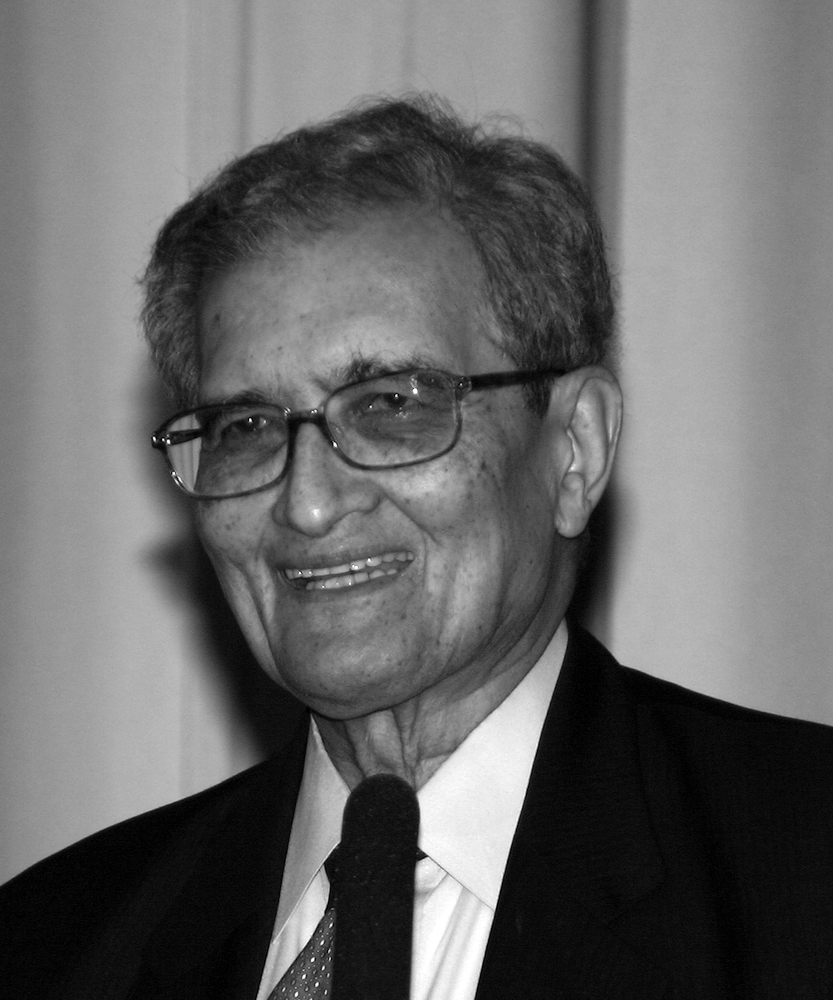
Amartya Sén

Amartya Kumar Sén, neboli Amartja Kumár Sén (bengálsky অমর্ত্য কুমার সেন, [omorto kumar šén], česky Amartja Kumár Sén * 3. listopadu 1933) je indický ekonom a filozof. Roku 1998 byl vyznamenán Nobelovou cenou za ekonomii „za příspěvek k ekonomii blahobytu“, tedy za své práce o teorii lidského rozvoje, státu blahobytu a mechanismech vzniku chudoby.

## Raný život a vzdělání
Amartja Sén se narodil 3. listopadu 1933 ve čtvrti města Bólpur nazývané Šántinikétan v Indii. Jeho otec Ášutóš Sén učil chemii na univerzitě ve Dháce (nyní Bangladéš).
Sén začal svá studia v Dháce na St Gregory’s School v roce 1940, nevydržel tam však dlouho a už v roce 1941 se stěhoval na školu Pátha Bavana v jeho rodném Šántinikétanu. Tato škola se vyznačuje specifickou filozofií vyučování, kdy se žáci učí srdcem v blízkosti přírody a bez jakýchkoliv povrchních překážek mezi žáky a učiteli. Učil zde jeho dědeček Kšiti Móhan Sén, který učil jazyk sanskrt a také starověkou a středověkou kulturu v Indii, také byl blízkým spolupracovník držitele Nobelovy ceny a zakladatele školy Rabíndranátha Thákura. Stejně tak tuto školu navštěvovala jeho matka Amita Sén.
Po studiu v Šántinikétanu studoval na Presidency College v Kalkatě, kde získal titul B.A. v Ekonomii. Za dob jeho studií na Presidency College mu byla diagnostikována rakovina úst v pouhých 18 letech. Jeho šance na přežití delší než 5 let byly 15 %, jemu se však díky Radioterapii podařilo rakovinu porazit. Jak později sám prohlásil, kdyby Marie Curie neučinila své objevy v této oblasti, už by tu mezi námi nebyl. Poté roku 1953 nastoupil na Trinity College v Cambridge kde získal titul Ph.D. v roce 1959.
Učil ekonomii a filozofii na mnoha prestižních univerzitách jako jsou Oxford University, Harvard University and the London School of Economics. V roce 1998 se stal jmenovaným mistrem na Trinity College v Cambridge a tuto pozici zastával až do roku 2004, kdy se vrátil jako profesor na Harvard. Sénovi, který svou kariéru věnoval hlavně ekonomii sociální péče a dopad hospodářských politik na blahobyt komunity se říkalo „svědomí jeho profese“. Jeho vlivná monografie Collective Choice and Social Welfare (1970), která se zabývá problémy jako jsou individuální práva, většinové pravidlo nebo dostupnost informací o jednotlivých stavech – aby inspiroval ostatní výzkumníky k zájmu o problému základní sociální péče.

## Život po škole
Po velmi úspěšných studiích a zisku doktorátu pokračoval v akademické dráze, která se mu stala vlastní a prováděla ho celým životem. Stal se významným ekonomem a vysokoškolským profesorem. Sám Sén v několika rozhovorech uvedl, že celý jeho život byl odehrán na akademické půdě. Působil na řadě známých univerzit. Nejdříve v letech 1956–1958 vyučoval ekonomii na univerzitě Džádavpur v Kalkatě, poté přesídlil na Trinity College v Cambridge, kde dělal po dobu šesti let odborného asistenta. Následovala další velká řada univerzit, kde Sén zanechal obrovskou stopu. V letech 1963–1971 byl profesorem ekonomie na Dillíské univerzitě, v letech 1971–1977 učil ekonomii na London School of Economics, pokračoval v letech 1977–1986 na univerzitě v Oxfordu, kde zprvu působil jako profesor ekonomie a odborný asistent, později však také jako profesor politické ekonomie. Po britské misi přesídlil za oceán do USA, kde byl v letech 1987–1998 profesorem ekonomie a filosofie na věhlasné Harvard University. Kromě těchto angažmá působil jako externí profesor na spoustě univerzit, za zmínku stojí určitě Massachusettský technický institut (1960–1961) nebo Stanfordova univerzita (1961). V letech 1998–2003 byl rektorem velice prestižní Trinity College Cambridgeské univerzity. Výjimečný post to byl hlavně proto, že do té doby zastávali tyto pozice zejména Britové. Od roku 2003 působí na Harvardově univerzitě jako profesor ekonomie a filosofie. V průběhu jeho úspěšné kariéry obdržel velkou řadu čestných doktorátů od hlavních univerzit v Severní Americe, Evropě a Africe.
V roce 1984 byl Amartja Sén zvolen předsedou Ekonometrické společnosti (The Econometric Society), kde působil přes dva roky. Poté v letech 1986–1989 vykonával post předsedy Mezinárodní ekonomické asociace (The International Economic Association) a v roce 1989 se stal předsedou Indické ekonomické asociace (The Indian Economic Association). V pět let později byl zvolen prvním neamerickým předsedou Americké ekonomické asociace (The American Economic Association), což bylo pro člověka cizího původu unikátním povoláním. Dále je Sén čestným členem Americké akademie umění a věd (The American Academy of Arts and Sciences) a v neposlední řadě součástí Americké filosofické společnosti (The American Philosophical Society). Mezi lety 2000–2002 působil jako předseda britské humanitární organizace Oxfam.

## Osobní život
Sén byl třikrát ženatý. První manželkou mu byla známá indická spisovatelka Nabaníta Dév Sén (Nabaneeta Dev Sén), se kterou měl dvě holčičky. První dcera Antara je dnes novinářkou a druhá dcera Nandana je úspěšnou hollywoodskou herečkou. Jejich vztah se ale rozpadl po přestěhování do Londýna. Druhá manželka byla italská ekonomka Eva Colorniová, která mu porodila opět dvě děti, které jsou dnes v USA a živí se novinařinou a hudbou. Jeho Eva však  v roce 1985 zemřela na rakovinu. V roce 1991 se Sén provdává za Emmu Rotschildovou, která pracuje jako profesorka dějin na Harvardově univerzitě. Nyní bydlí se svou ženou v Massachusetts, kde během roku učí. Mají také domov v anglickém Cambridge, kde většinou pobývají během svých pracovních cest (oba dva jsou stále členy na anglických College). Na zimu jezdí do svého sídla v Indii, kde se snaží regenerovat pomocí jeho oblíbené četby knih.

## Politické názory
Sén byl původně kritikem nově představeného kandidáta na post premiéra Indické republiky Naréndra Módí (BJP). Svůj názor potvrdil i v dubnu roku 2014, když deklaroval, že nebude dobrým lídrem pro svou zemi. V prosinci téhož roku však připustil, že Módí opravdu dal obyvatelstvu naději a víru, že se věci mohou měnit. V prosinci roku 2015 se Sén odhlásil z výběrového řízení na post kancléře Nálandské univerzity s tvrzením, že indická vláda nebyla nadšena z jeho dalšího setrvání na této pozici.
Sén je ateistou a tvrdí, že jeho vyznání může být spojováno se staroindickou ateistickou školou lókájata. V rozhovoru pro magazín California, který je vydáván Californskou univerzitou, poznamenal:
„Lidé si v některých ohledech zvykli na tezi, že Indie je spirituální a nábožensky orientovaná. To zapříčinilo religionistické vnímání indické společnosti, navzdory faktu, že sanskrt měl rozsáhlejší ateistickou literaturu než existuje ve kterémkoli klasickém jazyce. Mádhava Áčárja, známý filozof čtrnáctého století, napsal knihu s názvem Sarvadaršanasangraha, která pojednává o všech náboženských školách, které interpretují myšlenky hinduistické struktury. První kapitola „Ateismus“ velmi silně prezentuje argumenty náklonnosti k ateismu a materialismu.

## Teorie hospodářského rozvoje
Amartja Kumár Sén v této oblasti rozpracovával své myšlenky již v padesátých letech dvacátého století, nicméně jeho nejvýznamnější prací na téma ekonomického rozvoje se stala monografie z roku 1981 nesoucí název Poverty and Famines: An Essay on Entitlement and Deprivation (Chudoba a hladomor: esej o nároku a deprivaci). V této knize se věnuje zejména problematice hladomorů na Indickém subkontinentu (z let 1947 a 1974), ale i v dalších rozvojových zemích, jako Etiopii (1973,1974). Tradičně se výzkumy příčin hladomorů soustředily na zásobování potravinami. Toto nepochopení příčin většiny z nich se ukázalo jako nebezpečné při jejich řešení. Sén došel k pozoruhodným závěrům, a to sice, že hladomory mnohdy udeřily, ačkoli zásoby potravin nebyly tenčí než v letech běžných dokonce i za předpokladu, že byly potraviny importovány. 
Na základě dat z hladomoru bangladéšského (z roku 1974) předložil svou teorii, dle které problém nebyl v nedostatku potravin k nasycení populace. Argumentoval nízkou kupní silou zemědělců, jejichž hospodářství toho roku zasáhly masivní povodně a z toho důvodu významně klesly jejich výnosy (jejich reálný příjem). Potraviny se k zemědělcům prostě nedostaly, jelikož jim chyběla kupní síla.
Na základě Sénových názorů je nutné pohlížet na hladomory mnohem komplexněji. Jejich vznik můžeme vysledovat z četných socioekonomických příčin (zpravidla při selhání vlády či trhu). Zajímavý je důraz na vliv nezávislých médií, jejichž absence podle Séna byla jednou z příčin velkého hladomoru v Maově Číně, jednoho z nejhroznějších v dějinách vůbec. Čínský hladomor by údajně byl minimálně o mnoho mírnější, pokud by existoval někdo, jenž by před ním včas a dost hlasitě varoval. Nejedná se o tak jednoduchý fenomén, jak se může na první pohled zdát, nejde jen o prostý nedostatek potravin, a to minimálně co se týče hladomorů dvacátého století. Rovněž Sénovo dílo analyzuje a kritizuje přístupy k charakteristice a měření míry chudoby v politologii, ekonomii a sociologii. Stejně jako u problematiky hladovění údajně spojují chudobu příliš s distribucí zdrojů mezi skupiny obyvatel.

## Ocenění a ceny
Amartja Sén obdržel během svého života více než 90 čestných uznání z univerzit napříč světovým spektrem. London School of Economics roku 2019 utvořila Katedru nerovnoprávných studií Amartja Séna. Zde je výčet jeho ocenění:
- Cena Adama Smitha, 1954
- Foreign Honorary Member of the American Academy of Arts and Sciences, 1981
- Čestné členství od Institutu sociálních studií, 1984
- Nobelova pamětní cena v ekonomických vědách, 1998
- Bharat Ratna, nejvyšší občanské ocenění v Indii, 1999
- Čestné občanství Bangladéše, 1999
- Řád čestného společníka, Spojené království Velké Británie a Severního Irska, 2000
- Leontiefova cena, 2000
- EiSénhowerova medaile za vůdcovství a služby, 2000
- 351. Úvodní řečník Harvardovy univerzity, 2001
- Mezinárodní humanistické ocenění od Mezinárodní humanistické a etické unie, 2002
- Cena za celoživotní dílo od Indické obchodní komory, 2004
- Cena za celoživotní dílo by bangkokské United Nations Economic and Social Commission for Asia and the Pacific (UNESCAP)
- National Humanities Medal, 2011
- Řád aztéckého orla, 2012
- Čestný rytíř Francouzské legie, 2013
- 25 Největších globálních žijících legend v Indii od NDTV, 2013
- Top 100 myslitelů kteří vymezili naše století od The New Republic, 2014
- Ocenění Charleston-EFG John Maynard Keynes, 2015
- Cena Albert O. Hirschman, Rada sociálně-vědných výzkumů, 2016
- Cena Johana Skytte v politických vědách, 2017
- Bodleyho medaile, 2019
- Mírová cena německých knihkupectví, 2020[7]

## Dílo
- Choice of Techniques, 1960
- Collective Choice and Social Welfare, 1970
- Behaviour and the Concept of Preference, 1971
- On Economic Inequality, 1973
- Hunger and Public Action, 1989
- Inequality Reexamined, 1992
- Development as Freedom, 1999